# Тетеря, Павел Иванович
Па́вел Ива́нович Тете́ря Моржковский (укр. Павло Іванович Тетеря, пол. Paweł Tetera Morzkowski; 1620 — 1670) — казацкий полковник, гетман Войска Запорожского на Правобережной Украине.
Павел Тетеря участник восстания Богдана Хмельницкого, позднее на службе у польско-литовского короля.

## Биография
О происхождении Павла Тетери не сохранилось достоверных сведений. Год рождения Тетери неизвестен. Полное имя и фамилия будущего гетмана звучали: Павел Иванович Моржковский-Тетеря. Тетеря — это казацкое прозвище. В казацком реестре 1649 года он записан ещё как Моржковский.
Мать Павла — Анастасия в молодости была монахиней, а крестным отцом, возможно, был Богдан Хмельницкий, однако подлинность этого факта не доказана. Известно, что Тетеря имел двух братьев: родного — Юрия и единородного — Шурла (возможно, внебрачного сына отца) и двух сестер, которые в дальнейшем вышли замуж за польских шляхтичей.
Вероятно Павел имел шляхетское (дворянское) происхождение, его фамилия Моржковский принадлежит польскому шляхетскому роду и он использовал герб Слеповрон.
Тетеря учился в Минской униатской школе, где обучался латыни и ораторскому мастерству. В конце 1630-х годов Павел состоял в услужении у молодого польского шляхтича Николая Пражмовского в Мазовии (Пражмовский впоследствии стал канцлером Польского королевства). В конце 1640-х годов Тетеря был подписарем в Луцком суде, под началом С. Беневского, который впоследствии стал польским дипломатом.
До 1647 года Тетеря занимал должность регента (правителя) канцелярии городского суда во Владимире-Волынском, а затем состоял на службе у брацлавского кастеляна Стемпковского.
Когда вспыхнуло восстание Хмельницкого, в 1648 году, Тетеря присоединился к казакам был писарем Переяславского полка.
В 1649 году Тетеря возглавил казацкое посольство к трансильванскому князю Юрию II Ракоци. Тетеря был одним из организаторов украинско-трансильванского военно-политического союза, который окончательно сложился в 1654—1657 годах. Тетеря был участником многих дипломатических переговоров, которые велись в Чигирине. Весной 1651 года, вместе с есаулом Переяславского полка Демком Тетеря руководил осадой Каменца-Подольского.
Летом 1653 года стал переяславским полковником. Выступал против союзнических отношений с Русским царством. В марте 1654 года вместе с генеральным судьёй Самуилом Богдановичем-Зарудным (Самойлом Богдановичем Зарудным) находился в Москве, где обговаривал условия казацко-русского договора (Мартовские статьи 1654 года), и выпросил у царя грамоту на Смелу. Позднее был снова послан с судьёй Гонсевским в Москву для представления договорных статей царю Алексею Михайловичу.
В 1655 году во время осады Львова русско-казацкими войсками вёл переговоры с польской стороной о выкупе за город. После смерти Б. Хмельницкого был одним из вероятных кандидатов на гетманскую булаву. Поддерживал политику гетмана И. Выговского.
После смерти Богдана Хмельницкого, в 1657 году, Тетеря перешёл на сторону Польши и сделан был заднепровским наказным гетманом. В 1662 году, когда Юрий Хмельницкий, изменивший царю, был разбит князем Г. Ромодановским в битве под Каневом и бежал, Павел Тетеря был одним из пяти полковников, самовольно присвоивших себе звание гетмана.
В 1658 году Тетеря вместе с Иваном Выговским и Ю. Немиричем составил проект Гадячского договора с Польско-литовской республикой. В марте 1658 года добивался прекращения похода польского войска на Русскую Украину. В 1658—1661 годах находился в Варшаве, участвовал в выработке Слободищенского трактата 1660 года.
В октябре 1662 года, после отречения от власти гетмана Ю. Хмельницкого, Тетеря на совете в Чигирине был избран Правобережным гетманом. Продолжая политическую линию И. Выговского и опираясь на поддержку Польско-литовской республики, Тетеря пытался объединить под своей властью Правобережную и Левобережную Гетманщину. Тетеря добивался подтверждения польским правительством привилегий казацкой старшины, требовал решить церковный вопрос (отменить зависимость православной иерархии от римско-католической, возвратить православным их церкви, захваченные униатами), позволить самостоятельные дипломатические отношения с Молдавией и Валахией, начать мирные переговоры с Русским государством. Вступил в борьбу с левобережным гетманом Якимом Сомко, потом — с его преемником Иваном Брюховецким, которые делали попытки объединить все земли Древней Руси под протекторатом московского царя.
В начале 1663 года Тетеря и Пётр Дорошенко вместе с польско-литовскими войсками вторглись в Левобережную Украину и осадили Глухов, но вынуждены были отступить перед русскими войсками.
В июле 1663 года по приказу Тетери генеральный есаул П. Дорошенко подавил мятеж наказного полковника Ивана Поповича-Ходорковского в Паволоцком полку. В октябре 1663 года Тетеря во главе казацких войск (около 24 тысячи человек) присоединился в Белой Церкви к 24,5-тысячной армии польско-литовского короля Яна II Казимира и татарских отрядов (40 тысяч человек). Союзники планировали, захватив Левобережье и установив там власть Тетери, занять и Смоленщину, которая возвратилась к Русскому государству в 1654 году. В течение ноября 1663 — января 1664 года польско-казацкие войска и татарские отряды заняли большую часть Левобережной Украины. Однако вскоре наступление завязло при осаде Глухова, а в тылу у объединённого войска вспынхнуло восстание на Правобережной Украине против польской шляхты, вынудившее Тетерю вскоре вернуться на Правобережье. Королевская армия под давлением русских войск под командованием Григория Ромодановского и полков гетмана Ивана Брюховецкого потерпев несколько поражений, отошла через Черниговщину и Литву в Польшу.
После отступления коронных войск и с появлением на Правобережье русских войск, левобережных казацких полков и запорожцев во главе с Иваном Серко положение Тетери значительно осложнилось. В то же время пробовали реализовать свои планы крымские татары, которые пытались завладеть Правобережной Украиной до реки Горынь. Весной 1664 года Тетере удалось с помощью польско-литовских войск заставить Брюховецкого вместе с русскими войсками отступить на Левобережье. В течение 1664—1665 годов Тетеря пробовал побороть своих противников, в частности, полковников Ивана Сербина, Василия Дрозденко и Степана Опару.
В июле 1665 года, Тетеря отказывается от дальнейшей борьбы за власть и назначает наказным гетманом Михаила Ханенко. После этого Тетеря выехал в Польшу (от гетманства он никогда не отрекался). Жил в Варшаве. В 1667 году вступил во Львовское Успенское братство. В период правления короля Вишневецкого Тетеря подвергся преследованию со стороны польских магнатов — его имения были конфискованы, а он сам осужден к изгнанию из государства.
Некоторое время Тетеря жил в Молдове, в Яссах. В 1670 году встречался в Адрианополе (теперь Эдирне) с турецким султаном Мехмедом IV и убедил его начать войну против Польши. Мехмед IV назначил Тетере пенсию и вручил султанское знамя — санджак. По приказу султана Тетеря был отравлен в апреле 1670 года. Похоронен, вероятно, в одной из православных церквей в Эдирне. В 1671 году в немецких газетах появилось сообщение (отправлено из Львова 27 февраля) о том, что в Варшаву к польскому королю прибыл из Адрианополя гонец с письмом от «гетмана козацкого Тетери». В статье рассказывалось, что Тетеря «приклонился» к султану из-за несправедливо отнятого имения. Это позволяет предположить, что Тетеря к началу 1671 года был жив и поддерживал отношения с Михаилом Вишневецким.

## Семья
Тетеря был дважды женат. Первая жена — сестра И. Выговского, вторая — дочь Б. Хмельницкого и Анны Сомко Екатерина Хмельницкая. Тетеря был любимцем Б. Хмельницкого.

## Память

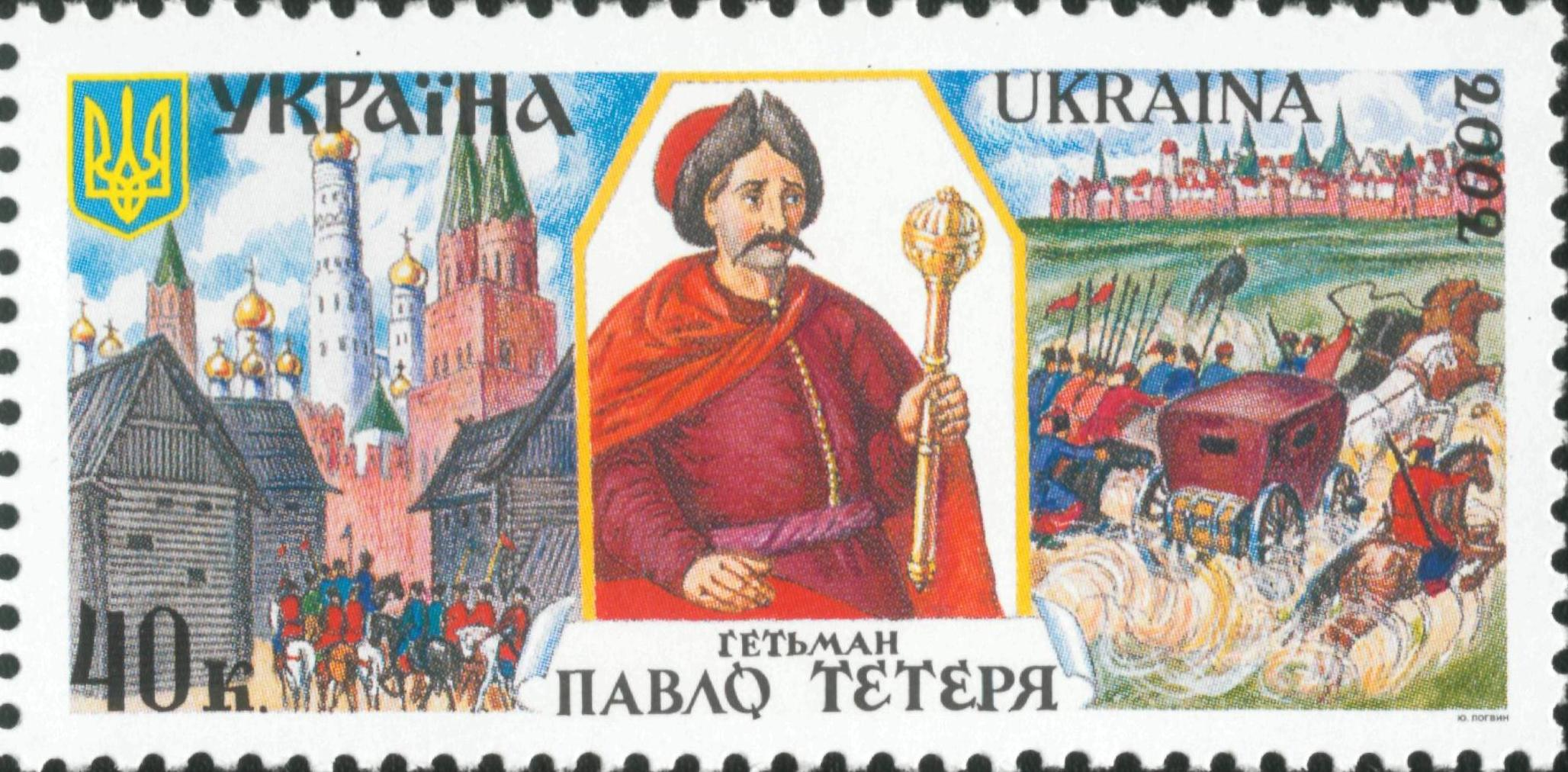
На почтовой марке Украины, 2002 год.

- В 2002 году была выпущена почтовая марка Украины, посвященная Тетере.